# Campionato Regionale di Biscaglia
Il Campionato Regionale di Biscaglia di Calcio (Campeonato Regional de Vizcaya), denominato Campionato Regionale Nord (Campeonato Regional Norte) nei prime edizioni,  è stato un torneo calcistico spagnolo, a cui partecipavano i club delle province basche di Biscaglia, Gipuzkoa e Álava e della provincia di Cantabria. Nel 1922 il torneo venne ristretto alle sole squadre della Biscaglia.

## Albo d'oro

### Campionato Regionale Nord
| Stagione | Campione        |
| -------- | --------------- |
| 1913-14  | Athletic Bilbao |
| 1914-15  | Athletic Bilbao |
| 1915-16  | Athletic Bilbao |
| 1916-17  | Arenas Getxo    |
| 1917-18  | Real Unión      |
| 1918-19  | Arenas Getxo    |
| 1919-20  | Athletic Bilbao |
| 1920-21  | Athletic Bilbao |
| 1921-22  | Arenas Getxo    |

### Campionato Regionale di Biscaglia
| Stagione | Campione                 |
| -------- | ------------------------ |
| 1922-23  | Athletic Bilbao          |
| 1923-24  | Athletic Bilbao          |
| 1924-25  | Arenas Getxo             |
| 1925-26  | Athletic Bilbao          |
| 1926-27  | Arenas Getxo             |
| 1927-28  | Athletic Bilbao          |
| 1928-29  | Athletic Bilbao          |
| 1929-30  | Alavés                   |
| 1930-31  | Athletic Bilbao          |
| 1931-32  | Athletic Bilbao          |
| 1932-33  | Athletic Bilbao          |
| 1933-34  | Athletic Bilbao          |
| 1934-36  | Si disputò la Copa Vasca |
| 1936-39  | Non disputato            |
| 1938-39  | Bilbao Athletic          |
| 1939-40  | Athletic Bilbao          |